# 辻詩音
辻 詩音（つじ しおん、1990年1月10日 - ）は、日本の女性シンガーソングライター。神奈川県横浜市出身。愛称は「しおんぬ」。

## 概要
2002年以前はムーン・ザ・チャイルドに所属していた。
2008年にデビュー。アコースティックギターによる弾き語りのスタイルを一貫している。

## 略歴
小学校低学年の頃から詞を書き始め、15歳の時に始めたばかりのギターで6歳の頃に作った詞に曲をつける。これをきっかけに音楽活動に専念するため入学してすぐに高校を自主退学。半年後、都内のさまざまなライヴハウスに自ら電話し、アコースティック・ギターの弾き語りスタイルでライヴ活動を開始。
2008年（平成20年）11月12日、シングル「Candy kicks」でDefSTAR RECORDSよりメジャーデビュー。同年、第2回レコ直♪新人杯優勝。
2011年から熊本県民テレビの音楽番組『ROCKET COMPLEX』にMCとして出演。辻がメインのコーナー「すなっく しおんぬ」では、他アーティストの曲をアコースティック・ギターの弾き語りでカバーしている。

## ディスコグラフィ

### シングル
|     | リリース       | タイトル                     | 規格   | 規格品番  |
| --- | -------------- | ---------------------------- | ------ | --------- |
| 1st | 2008年11月12日 | Candy kicks                  | 12cmCD | DFCL-1512 |
| 2nd | 2009年2月25日  | Sky chord 〜大人になる君へ〜 | 12cmCD | DFCL-1536 |
| 3rd | 2009年8月5日   | M/elody                      | 12cmCD | DFCL-1582 |
| 4th | 2009年10月28日 | ほしいもの                   | 12cmCD | DFCL-1587 |
| 5th | 2011年3月9日   | 愛がほしいよ                 | 12cmCD | DFCL-1784 |

### 配信シングル
|     | 配信開始                                                  | タイトル                         | 備考          |
| --- | --------------------------------------------------------- | -------------------------------- | ------------- |
| 1st | 2012年9月26日（music.jp先行配信） 2012年10月3日（本配信） | I can feel                       |               |
| 2nd | 2015年1月7日                                              | 卒業のうた                       |               |
| 3rd | 2015年5月27日                                             | サマーフラッグ!/花火があがったら | 両A面シングル |

### その他の楽曲
|     | 公開   | タイトル | 備考                |
| --- | ------ | -------- | ------------------- |
| 1st | 2013年 | ゆこう   | YouTube上でPVを公開 |

### アルバム
|     | リリース       | タイトル         | 規格   | 規格品番   |
| --- | -------------- | ---------------- | ------ | ---------- |
| 1st | 2010年5月19日  | Catch!           | 12cmCD | DFCL-1626  |
| 2nd | 2016年12月21日 | OH! MY MISTAKES! | 12cmCD | VICL-64701 |
| 3rd | 2018年10月24日 | わたしの王国     | 12cmCD | BZCS-1172  |

## タイアップ一覧
| 曲名                         | タイアップ                                                               | 収録作品                                    |
| ---------------------------- | ------------------------------------------------------------------------ | ------------------------------------------- |
| Candy kicks                  | TBS系『COUNT DOWN TV』2008年11月度オープニングテーマ                     | 1stシングル『Candy kicks』                  |
| Sky chord 〜大人になる君へ〜 | TX系テレビアニメ『BLEACH』エンディングテーマ                             | 2ndシングル『Sky chord 〜大人になる君へ〜』 |
| Brand new day                | KBCテレビ他『2009フジパンCUP YOUTH U-12 SOCCER TOURNAMENT』 テーマソング | 2ndシングル『Sky chord 〜大人になる君へ〜』 |
| M/elody                      | CX系テレビアニメ『東京マグニチュード8.0』エンディングテーマ              | 3rdシングル『M/elody』                      |
| ほしいもの                   | 映画『わたし出すわ』主題歌                                               | 4thシングル『ほしいもの』                   |
| ハローグッバイ               | KBCテレビ『ドォーモ』2010年5月度エンディングテーマ                       | 1stアルバム『Catch!』                       |
| ポップコーンナイト           | 『かしいかえんシルバニアガーデン』CMソング                               | 1stアルバム『Catch!』                       |
| 衝動ジェット                 | 『福岡カレッジ・オブ・ビジネス』CMソング                                 | 1stアルバム『Catch!』                       |
| 愛がほしいよ                 | TX系テレビアニメ『ソウルイーター リピートショー』オープニングテーマ      | 5thシングル『愛がほしいよ』                 |

## 出演
ラジオ
- 「RADIO KICKS!」（cross fm：2008年10月5日 - 2012年9月30日、FM NORTH WAVE：2010年4月4日 -2012年3月25日、毎週日曜日：23:00-24:00）
- 「つじらじお」（Date fm：2009年4月1日 - 2012年4月1日、毎週土曜日：26:00-27:00[6]）
- 「辻詩音のCatch the Radio」（ZIP-FM：2010年4月1日 - 2011年3月31日、毎週木曜日：23:00-23:30）
- 「辻詩音のI can feel」（FM NACK5：2012年10月3日 - 2016年3月27日、毎週日曜日24:30 - 25:00）

テレビ
- MUSIC JAPAN（NHK：2009年1月8日・2月26日放送分）
- 歌の楽園（テレビ東京：2010年4月4日・4月11日放送分）

## 雑誌連載
- WHAT's IN? 「辻さんぽ。」（2008年11月 - 2011年11月、ソニー・マガジンズ）

## ライブ
- ワンマンライブツアーなど

- イベントなど
  - 2010年
    - 7月25日 - TBC夏まつり（仙台市・勾当台公園）
    - 8月8日 - Date fm 夕涼みコンサート（仙台市・勾当台公園）

  - 2011年
    - 9月3日 - 東北生活文化大学高等学校「生文祭'11」（仙台市）
    - 10月8日 - MEGA★ROCKS 2011（仙台市）

## 使用機材
- GRETSCH Silver-jet
- GIBSON SJ-200 MODERN CLASSIC

ほか、YAMAHA CPX1200ⅡTBL、S.Yairiを用いることがあるがライブでは原則上記を用いている。